# 熟盂 (韓國)

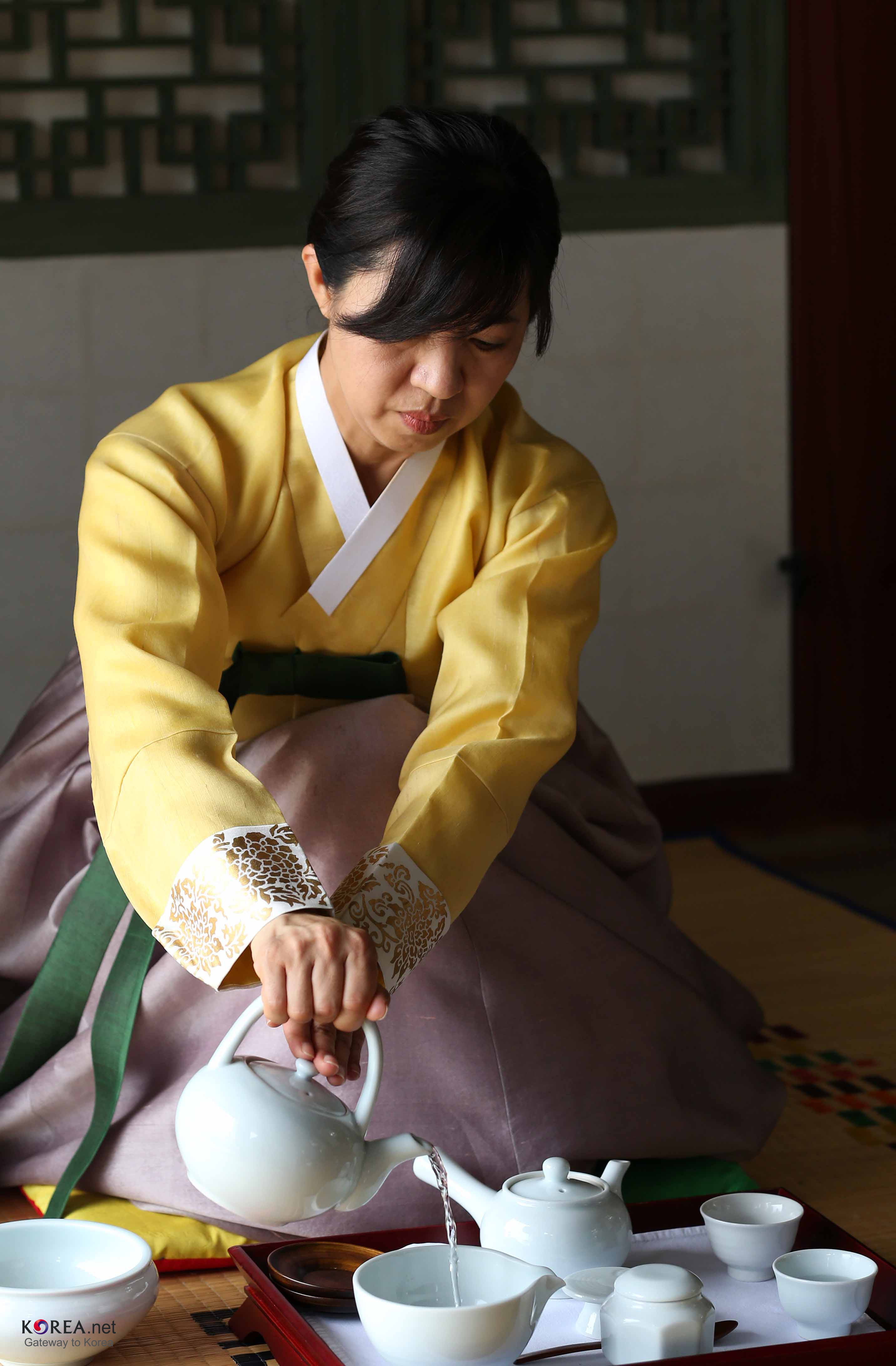
以熟盂冷卻開水之一例

熟盂（：／）是朝鮮半島的瀹茶茶具，即用以冷卻開水和泡好的茶湯，並將茶湯倒入並分至茶盞。多爲帶尖嘴出水口的碗狀形制，也有帶流子的形制（形如無蓋茶壺）。